# Bennie Labuschagne
Barend Petrus „Bennie” Labuschagne (ur. 13 grudnia 1968) – południowoafrykański zapaśnik walczący w przeważnie w stylu wolnym. Olimpijczyk z Barcelony 1992, gdzie zajął jedenaste miejsce w kategorii 74 kg.
Zajął 32. miejsce na mistrzostwach świata w 1999. Wicemistrz igrzysk afrykańskich w 1999. Zdobył pięć medali na mistrzostwach Afryki w latach 1992 – 2002. Czwarty na igrzyskach Wspólnoty Narodów w 1994 i piąty w 2002 roku.
- Turniej w Barcelonie 1992

Przegrał z Amirem Rezą Chadem z Iranu i Japończykiem Yoshihiko Hara.